# BSI SA
Fondata nel 1873 a Lugano come Banca della Svizzera Italiana, BSI SA era un istituto bancario specializzato nel settore della gestione patrimoniale e nei servizi alla clientela privata e ai gestori esterni che nel 2017 è stato integrato nel gruppo EFG International e ha, di conseguenza, cambiato nome in EFG.

## Storia
Il 15 maggio 1873, in Piazza della Riforma a Lugano, l'allora Banca della Svizzera Italiana apre i suoi sportelli nel Palazzo ex-Pretorio. L'anno dopo BSI apre la prima Agenzia ticinese, a Locarno, che diventerà succursale nel 1914. A questa seguono quelle di Bellinzona, Mendrisio e Chiasso. Nel 1880 BSI si trasferisce nello storico Palazzo dei marchesi Riva, costruito nel 1747, dove ancora oggi ha sede la Direzione Generale. Nel 1991 la BSI fu acquisita dalla SBS, Società di Banca Svizzera, che ne focalizzò l'attività sulla gestione patrimoniale. Il processo di concentrazione nel panorama bancario svizzero proseguì ed a seguito della fusione di SBS con UBS, l'Unione di Banche Svizzere, l'autorità antitrust svizzera chiese come condizione della fusione di procedere alla cessione della BSI. Dal 1998 al 2014 l'istituto fece parte del Gruppo Generali, una delle maggiori società assicurative a livello mondiale. A luglio 2014 il gruppo bancario brasiliano BTG Pactual comunicò di aver sottoscritto un accordo definitivo per l'acquisizione del 100% di BSI che venne poi finalizzata nel settembre 2015.
Nel febbraio 2016 EFG International (SIX: EFGN), gruppo globale di private banking con sede a Zurigo, annuncia di aver trovato un accordo per l'acquisto da BTG Pactual. Insieme EFG e BSI diventano una delle maggiori banche private in Svizzera, con masse in gestione pari a circa 145 miliardi di CHF (al 31 dicembre 2015), acquisendo una posizione competitiva significativa nel mercato globale del wealth management in espansione. A seguito del closing, le attività di BSI sono state integrate, mercato per mercato, in EFG Bank a Singapore, Hong Kong, Bahamas, Svizzera e Lussemburgo. L’integrazione delle attività a Monaco è prevista entro il primo semestre 2017. Con l’integrazione dell’attività in Svizzera, a metà aprile 2017 ha avuto luogo anche il roll-out del nuovo brand EFG, sotto il cui cappello opera ora la nuova banca combinata.

## Tappe
Le principali tappe della storia BSI:
- 1873: viene fondata la Banca della Svizzera Italiana.
- 1881: BSI è l'unico Istituto di Credito in Ticino autorizzato a emettere biglietti di banca fino al 1907.
- 1935: BSI apre una succursale a Zurigo e dispone di un seggio alla Borsa Svizzera.
- 1969: inizia l'espansione internazionale.
- 1973: anno del centenario; apre la succursale a St. Moritz.
- 1975: BSI allarga il suo raggio d'azione alla Svizzera Romanda.
- 1976: BSI apre la sua prima rappresentanza in Sud America, a Caracas, Venezuela.
- 1981: apertura della rappresentanza di Hong Kong.
- 1988: BSI estende la sua attività al Principato di Monaco.
- 1998: Assicurazioni Generali di Trieste diventa azionista unico.
- 2000: dal 1º gennaio Banca della Svizzera Italiana si chiama BSI SA; BSI apre la filiale di Losanna.
- 2005: apre BSI Bank LTD a Singapore.
- 2006: BSI acquisisce Banca Unione di Credito.
- 2008: BSI acquisisce la Banca del Gottardo e apre un ufficio di rappresentanza nel Bahrein.
- 2011: espansione di BSI in Asia e ottenimento della licenza bancaria per l'apertura di una succursale a Hong Kong.
- 2013: espansione di BSI in Italia e ottenimento della licenza bancaria per l'apertura di BSI Europe, la succursale italiana a Milano.
- 2014: apertura della Filiale di Panama.
- 2015: BSI Europe succursale italiana amplia la propria presenza in Italia con l'apertura della filiale di Como. Il 15 settembre BSI viene acquisita dal gruppo brasiliano BTG Pactual.
- Febbraio 2016: EFG annuncia l’acquisizione di BSI da BTG Pactual.
- Maggio 2016: la FINMA approva la complessiva integrazione di BSI in EFG International.
- Novembre 2016: l’acquisizione viene finalizzata.
- Novembre 2016: BSI Singapore è completamente integrata in EFG attraverso un accelerated asset deal.
- Marzo 2017: BSI Hong Kong è completamente integrata EFG.
- Aprile 2017: viene completata l’integrazione di BSI in Svizzera e inizia il roll-out del nuovo brand EFG in tutte le località in cui è stata finalizzata l’integrazione.
- Maggio 2017: le entità di BSI in Lussemburgo sono migrate a EFG Bank Lussemburgo.

## Acquisto di BSI da parte di EFG International
Il 22 febbraio 2016 EFG International ha acquistato BSI da BTG Pactual, transazione ultimata con successo il 1 novembre 2016.
A seguito del closing, le attività di BSI sono state integrate, mercato per mercato, in EFG Bank a Singapore, Hong Kong, Bahamas, Svizzera e Lussemburgo. La finalizzazione dell’integrazione delle attività a Monaco è prevista entro il primo semestre 2017.
Con l’integrazione del business svizzero, che ha avuto luogo ad aprile 2017, è iniziato anche il rollout del nuovo marchio EFG in tutte le sedi dove è stata completata l'integrazione giuridica di BSI. In questi mercati, l'attività combinata opera poi sotto l'unica denominazione di EFG.

## FINMA sanziona BSI per gravi violazioni alle disposizioni in materia di riciclaggio di denaro
Conforme al comunicato stampa del 24 maggio 2016 , FINMA (Autorità federale di vigilanza sui mercati finanziari) dispone che: "In ragione delle relazioni d’affari intrattenute e delle transazioni effettuate nell’ambito dell’affare di corruzione del fondo sovrano malese 1MDB, BSI SA ha violato gravemente le disposizioni legali in materia di riciclaggio di denaro e il requisito dell’irreprensibilità".
A causa di queste violazioni, FINMA prende i seguenti provvedimenti: 
- Confisca degli utili indebitamente realizzati: la gestione in grave violazione delle disposizioni in materia di vigilanza delle relazioni della clientela ha consentito alla banca di applicare, per tutta la durata dell’inchiesta, commissioni elevate. La FINMA confisca gli utili indebitamente realizzati dell’ordine di CHF 95 milioni. Il denaro confiscato sarà devoluto alla Confederazione.
- Accertamento delle responsabilità individuali: la FINMA ha aperto nel maggio 2016 due procedimenti di enforcement nei confronti di due ex funzionari della banca. La FINMA vuole così esaminare il grado di conoscenza, il comportamento e la responsabilità individuale di entrambi gli ex manager in relazione alle violazioni di legge constatate. La FINMA si riserva la facoltà di avviare ulteriori procedimenti.

Contemporaneamente alla conclusione del procedimento, la FINMA approva la complessiva integrazione di BSI da parte di EFG International alla condizione che BSI, entro 12 mesi venga completamente integrata e successivamente sciolta. Nessuno dei garanti dell’irreprensibilità e dei manager di BSI responsabili delle violazioni commesse dalla banca potrà operare in analoghe funzioni in seno a EFG. La FINMA considera detta acquisizione positivamente, poiché la stessa offre alla clientela e al personale una prospettiva futura.

## Prodotti e Servizi

### Private banking
- Mandati di gestione
- Mandati personalizzati
- Servizi di consulenza
- Piano di accumulo fondi
- Fondi d'investimento BSI
- Servizio di selezione di fondi terzi
- Investimenti alternativi
- Prodotti strutturati
- Negoziazione titoli, divise e monete
- Servizi di custodia

### Wealth Management
- Financial Planning
- Corporate Finance
- Attività creditizia
- Art Advisory

## BSI e l'impegno culturale
La promozione della cultura costituisce per BSI un impegno forte e coerente, che mette in evidenza il suo interesse per le problematiche culturali e sociali. BSI si impegna a sostenere attraverso le sue Fondazioni l'arte, l'architettura, il progresso e la ricerca finanziaria.

### BSI Gamma Foundation
BSI Gamma Foundation è stata creata per il 125º anniversario di BSI nel 1998, e promuove la ricerca teorica ed empirica nell'ambito dell'asset management e dei mercati finanziari. Vuole essere un ponte tra passato e futuro, e ha lo scopo di tradurre in pratica studi e teorie. Promuove conferenze e divulga i risultati delle ricerche effettuate al suo interno, attraverso concorsi che coinvolgono i ricercatori di tutto il mondo.

### Fondazione del Centenario
Nata nel 1973 per festeggiare i primi cento anni di BSI, la Fondazione del Centenario promuove i rapporti italo-svizzeri. E lo fa attraverso l'assegnazione di riconoscimenti a persone o Enti che hanno contribuito a migliorare la collaborazione fra i due popoli. La fondazione sostiene lavori e pubblicazioni che favoriscono una migliore conoscenza, uno scambio di esperienze e un'importante cooperazione tra Italia e Svizzera.

### BSI Architectural Foundation
Dal dicembre 2006, BSI Architectural Foundation si occupa della trasmissione dei valori nel campo dell'architettura. Con il BSI Swiss Architectural Award porta all'attenzione del pubblico e dei media gli architetti che attraverso il loro lavoro hanno dato un contributo rilevante alla cultura architettonica contemporanea. Due i requisiti fondamentali: la loro opera deve dimostrare una particolare sensibilità nei confronti dell'ambiente e devono avere meno di 50 anni.